# 利弗廷根峰
72°17′S 3°15′W / 72.283°S 3.250°W
利弗廷根峰是南極洲的山峰，位於毛德皇后地的瑪塔公主海岸，處於肖爾拉巴內山東南面，毗鄰阿爾曼嶺西南端，由挪威製圖師繪入地圖。